# Правоугли трапез
Правоугли трапез називамо оним трапезом чији је један крак нормалан на основице, тад је тај крак истовремено и висина. 
Уколико је и други крак правоуглог трапеза нормалан на основице, фигура је у ствари његов специјалан случај - правоугаоник. Уколико су све странице правоуглог трапеза једнаке, фигура је квадрат.